# Ceroxylon quindiuense
Ceroxylon quindiuense, pogosto imenovana voščena palma Quindío, je palma, ki izvira iz vlažnih gorskih gozdov Andov v Kolumbiji in severnem Peruju.

## Opis
Ta vrsta palm lahko zraste do višine 45 m  — ali redko, celo do 60 m. Je najvišja zabeležena enokaličnica na svetu. Deblo je valjasto, gladko, svetle barve, prevlečeno z voskom; listne brazgotine tvorijo temne obroče okoli debla. Listi so temno zeleni in sivkasti, dolgi 185–540 cm, s pecljem do 80 cm. Plodovi so kroglasti in ob zrelosti oranžno rdeči, 1,6–2 cm v premeru.

## Taksonomija
Vrsto Ceroxylon quindiuense je opisal nemški botanik Gustav Karl Wilhelm Hermann Karsten in objavil v Bonplandia (Hannover) 8: 70. (1860).
Etimologija:
Ceroxylon: rodovno ime, sestavljeno iz grških besed: kèròs = "vosek" in xγlon = "les", v zvezi z debelo plastjo belega voska, ki pokriva deblo.
quindiuense: geografski epitet, ki namiguje na njegovo lokacijo v Quindíu.
Sinonimnost:
- Klopstockia quindiuensis H.Karst., 18596
- Ceroxylon floccosum Burret, 192978

## Ekologija
Raste v velikih in gostih populacijah vzdolž osrednjih in vzhodnih Andov Kolumbije (redko v zahodnih kolumbijskih Andih), z ločeno razširjenostjo v Andih severnega Peruja. Višinsko območje te vrste je med 2000 in 3100 m nad morjem. Najnižjo reproduktivno starost doseže pri 80 letih. Voščene palme zagotavljajo habitate za številne edinstvene oblike življenja, vključno z ogroženimi vrstami, kot je rumenouha papiga (Ognorhynchus icterotis).

## Lokalna imena
Palma de cera, palma de ramo (obe imeni v Kolumbiji).

## Zaščita
Populacije Ceroxylon quindiuense ogrožajo motnje habitata, prekomerno izsekavanje in bolezni. Plodove so uporabljali kot krmo za govedo in prašiče. Listi so bili v veliki meri uporabljeni pri katoliških praznovanjih cvetne nedelje; takšni listi so prihajali od mladih rastlin, ki so bile smrtno poškodovane. Ta dejavnost se je v zadnjih letih močno zmanjšala zaradi kazenskega pregona in razširjene kampanje. Sečnja palm Ceroxylon quindiuense za pridobivanje voska iz debla je tudi dejavnost, ki še vedno poteka v Kolumbiji in Peruju. Palma je priznana kot nacionalno drevo Kolumbije in je od uveljavitve zakona 61 iz leta 1985 pravno zaščitena vrsta v tej državi.

## Gojenje in uporaba
Vosek debla so uporabljali za izdelavo sveč, zlasti v 19. stoletju. Zunanji del palminega stebla so domačini uporabljali za gradnjo hiš in za gradnjo vodovodnih sistemov za revne kmete. Vrsto gojijo kot okrasno rastlino v Kolumbiji in Kaliforniji.

## Galerija
- Botanični primerek v botaničnem vrtu San Francisco, San Francisco, Kalifornija, ZDA.
- La Carbonera, Tolima. Zreli corozos Voščena palma iz Kolumbije
- Palma blizu Quindía (Ceroxylon quindiuense)
- La Carbonera, Tolima.
- Kolumbijsko nacionalno drevo, ki izvira iz območja Quindio. Najbolj znana je kot Palma de Cerra ali voščena palma.
- List voščene palme (Ceroxylon quindiuense) v botaničnem vrtu v Bogoti, Kolumbija